# Carlos Guzmán
Pour les articles homonymes, voir Guzmán.
Carlos Alberto Guzmán Fonseca, né le 19 mai 1994 à Morelia, est un footballeur mexicain jouant au poste de défenseur au Monterey Bay FC en USL Championship.

## Biographie
Le 5 juillet 2023, il s'engage en faveur du Loyal de San Diego, formation de USL Championship.

## Palmarès

### En équipe nationale
Équipe du Mexique des moins de 17 ans
- Vainqueur de la Coupe du monde de football des moins de 17 ans en 2011